# Лі Чжи
Лі Чжи або Лі Чжо-у (Лінь Цзай, Лі Цзайчжи) (кит.: 李 贽, піньінь: Lǐ Zhì, палл: Лі Чжи; нар. 23 листопада 1527, повіт Цзіньцзян, провінція Фуцзянь — пом. 1602, Пекін) — один з найбільш оригінальних і суперечливих мислителів китайського середньовіччя, історик, письменник і літературний критик періоду занепаду династії Мін. Мав звання Боші («доктора») Нанкінської і Пекінської державних академій (гоцзя), займав високі пости у відомстві ритуалів і відомстві покарань. Був послідовником Ван Янміна і прихильником так званого «вчення про серце» (кит.: 心学, сінь сюе) в неоконфуціанстві, піддавався офіційній забороні і замовчування в Китаї аж до початку ХХ століття через «відступництво від конфуціанських норм».
За вільнодумство і «введення народу в спокусу» перебував у в'язниці, де наклав на себе руки. Основні твори — «Ли-ші фень шу» («Спалені книжки пана Лі»), «Сюй фень шу» («Продовження спаленої книги»), «Цзан шу» («Збережена книга»), «Сюй цзан шу» («Продовження збереженої книги»), «Лі Веньлін цзи»(«Збірник творів Лі з Веньліна»).